# Luracatao
El Pueblo del Corazón de Jesús de Luracatao, o simplemente Luracatao es un pequeño paraje rural del departamento Molinos (provincia de Salta), en el noroeste de Argentina. 
Se posiciona en un valle elevado a más de 2700 m s. n. m., y tiene a la laguna de Brealito a 19 km del pueblo de Seclantás. Es otro tesoro turístico de los valles Calchaquíes.

## Toponimia
Históricamente se conoció a este paraje como "Luracatao" que en el idioma de la nación cacán significa ‘pueblo alto’. Luego de conseguir Don Francisco Robinson Liquin , Senador de Molinos, junto al entonces Gobernador de Salta,Roberto Romero, el pasaje de tierras de Robustiano Patrón Costas y por fin, gracias a la democracia que lucha por los derechos humanos se fundó en mayo de 1984 el pueblo del Corazón de Jesús de Luracatao donde actualmente sus pobladores gozan de libertad ciudadana y se educan en escuelas de Cuchillaco,La Puerta y Alumbre. El paraje da nombre al río Luracatao afluente del Salado del Norte.

## Historia
En el año 1814 estas tierras fueron el punto de reunión de los patriotas en los valles, quienes constituyeron la Junta Vallista que auxilió a Manuel Belgrano en su retirada a Tucumán, tras las derrotas en las batallas de Vilcapugio y Ayohúma, en la lucha para independizarse de la Corona española.
Este hecho adquiere magnitud, pues se recuerda que en el valle vivían importantes familias realistas y que el último gobernador español que tuvo Salta, Nicolás Severo de Isasmendi, tenía su finca y vivía en esa época en Molinos.

## Turismo
Pródiga tierra de artesanos del telar, es otro de los antiguos pueblos que se encuentran en las márgenes del río Calchaqui y a escasos metros de la RN 40.
Se halla estratégicamente ubicada en el centro de pueblos y lugares con gran atractivo histórico y turístico. Dista a 20 km de Molinos, 29 km de Cachi, y a 22 km de la laguna de Brealito.
En la actualidad, el poblado se desarrolla prácticamente a partir de una calle principal. Casas con frescas galerías, techos de caña cubiertos con tortas de barro, frentes impecables en julio para honrar a la patrona. Cuenta con, hospital, centro artesanal, almacenes varios, hostales

## Clima
A 2800 m s. n. m. el clima de esta villa es seco y árido. Los días son soleados y el invierno es muy frío. Con gran amplitud térmica. Máxima diurna, 18 °C; mínima media de noche, –2 °C.

## Comunicación
Por la ruta nacional 40 y la ruta provincial 33. Se encuentra a 186 km de Salta, por Cachi, y a 170 km por la variante Los Colorados.

## Sismicidad
La sismicidad del área de Salta es frecuente y de intensidad baja, y un silencio sísmico de terremotos medios a graves cada 40 años